# クルテプ語
クルテプ語（チベット文字：ཀུར་ཏོ་པ་ཁ; ワイリー方式：Kur-to-pa kha）は、シナ・チベット語族チベット・ビルマ語派に属する言語である。クルテップ語、クルトパ語、クルトプ語、クルテプカ、クルトパカ、クルテトカ、クルテビカ、クルテビ・シャケとも呼ばれる。ブータンのルンツェ県のクルトエで話されている
。

## 関連言語
クルテプ語は歴史的に近接するブータン中部や東部の言語のブムタン語、ヌプビ語、ケン語と密接な関わりを持っており、これらの言語はブムタン諸語と考えることもできる

ブータンの言語分布

。